# Европа (журнал)
«Европа» (фр. Europe) — ежемесячный французский общественно-политический и литературно-художественный журнал, выходящий с 1923 года.

## История
Журнал был основан в 1923 году под эгидой Ромена Роллана и Жан-Ришана Блока. К середине 1930-х годов журнал перешёл от абстрактно-гуманистических тенденций к поддержке борьбы за социализм.

Журнал стремится к установлению широких международных связей в области культуры, освещает строительство новой жизни в странах социализма.
— «Эроп» // Экслибрис — Яя. — М. : Советская энциклопедия, 1978. — С. 242. — (Большая советская энциклопедия : [в 30 т.] / гл. ред.  А. М. Прохоров ; 1969—1978, т. 30).
Выпуски журнала «Европа» посвящены иностранной литературе, театрам, писателям, художникам, произведениям, литературным направлениям, а также таким явлениям как научная фантастика, телевидение, кибернетика.
В нём разрабатываются проблемы материалистической эстетики; содержит также разделы литературного наследства, критики и библиографии.

### Выпуски к юбилеям Октябрьской революции
К 40- и 50-летию Октябрьской революции, в 1957 и 1967 годах выходили отдельные выпуски журнала, которые содержали произведения советских писателей и критические статьи.